# Julio Pollero
Julio Pollero (Colonia, Uruguay, 22 de diciembre de 1898 –Buenos Aires Argentina, 6 de octubre de 1966) cuyo nombre real era Julio Fava, fue un violinista, pianista, compositor y director de orquesta dedicado al género del tango. Entre sus obras se destacan, entre otros, Uno y uno y Tiburón.

## Actividad profesional
Su padre era el barítono ítalo-uruguayo Emilio Fava, que utilizaba en su faz artística el de Emilio Pollero usando su apellido materno. Esa fue la razón por la que Julio Fava, usó el nombre artístico de Julio Pollero.
Fue un ejecutante precoz de violín y además tocaba el piano; su primera obra fue el tango El chiche, allá por 1920. En los años siguientes tocaba el piano en diversos locales de entretenimiento y en uno de ellos, la Pensión Ritana, ubicada en Esmeralda y Córdoba ( Ritana era la esposa del empresario Garesio, dueño del Chantecler y otros locales), hacia 1922 o 1923 conoció a Carlos Gardel. A esa pensión, donde vivían mujeres de dudosa moralidad, iba Gardel, sin Razzano, con guitarristas y músicos amigos, en veladas de canto y música que duraban hasta el amanecer, hasta que un día la policía clausuró el lugar.
Comenzó sus actuaciones formales en el Abdullah Club en la orquesta de Francisco Canaro por 1924. En 1926, formó con Agesilao Ferrazzano, un violinista de sólida formación que irrumpió en el grupo de músicos que le daban un aire renovador y escolástico al tango, la orquesta típica Ferrazzano-Pollero un gran conjunto que sonaba realmente muy bien, con la que grabaron para RCA Victor. Ferrazzano era el primer violín y lo acompañaban en ese instrumento Eugenio Nobile y Remo Bernasconi; Salvador Grupillo y Nicolás Primiani estaban en los bandoneones; Nerón Ferrazzano el violonchelista; Olindo Sinibaldi contrabajo; Salomón Nisguritz con batería y Julio  Pollero era el pianista y codirector. Debutaron con buena repercusión de público y crítica en el lujoso cabaré Folies Bergere de la calle Cerrito y permanecieron menos de dos años juntos hasta que al volver Ferrazzano, a Europa Pollero se quedó con la orquesta a su nombre con la que grabó en las marcas Victor y Odeon y, dirigiendo la Orquesta Dacapo, grabó en el sello Brunswick, con Francisco Fiorentino. 
Pollero actuó también en los cabarés Pigall y Tabarín, así como en cafés y cines y fundó un  conservatorio con su nombre.

## Compositor
En colaboración con el bandoneonista Luis D'Abraccio hizo la música del tango Tiburón con letra de Enrique Dizeo, y en la grabación que realizó con su orquesta el estribillo fue cantado a cuatro voces: Agustín Magaldi, Pedro Noda, Antonio Buglione (Reyes) y el italiano Larena.  Dentro de su obra cabe también recordar al vals Brisas camperas  y los tangos Arrepentida , No he visto otra igual , No me dejes (que grabó Magaldi), No me jures que no te creo , Poema de arrabal , Solterona , Por vos  y Vuelve palomita .
De las obras de Pollero, Gardel grabó Cuando tú me quieras (en París), que hiciera con Ferrazzano y Francisco Bohigas y que Magaldi grabó en 1926; Una tarde  que compuso con el mismo Ferrazzano y letra del poeta Benjamín Tagle Lara que Gardel grabó  acompañado en guitarras por José Ricardo y Guillermo Barbieri y La última ronda vals con versos de Francisco Lozano.
El tango Uno y uno con letra lunfarda de Lorenzo Traverso fue cantado por primera vez por Tania y Gardel lo enriqueció en su versión de 1929, acompañado por las guitarras de Aguilar y Barbieri. También lo registró en 1929 la orquesta codirigida por Pollero y Ferrazzano. Años después Roberto Goyeneche hizo una versión magistral y también Jorge Casal se destacó cantando esta obra. 
Falleció en Buenos Aires el 6 de octubre de 1966.

## Obras registradas en SADAIC
Las obras registradas a nombre de Julio Pollero en SADAIC son:
- Al comenzar el día en colaboración con Enrique José Moyano
- Alcemos las copas en colaboración con Enrique José Moyano
- Argentina en colaboración con José Vázquez Vigo
- Ay amor (1957) en colaboración con Agapita García Di Benedetto
- Baile ruso
- Cachito de cielo en colaboración con Ángel Negri y Manuel Arcos
- Che Cipriano (1936) en colaboración con Enrique Dizeo y Luis D’Abraccio
- Clavel sevillano (1940) en colaboración con Bernardino José Domínguez
- Cortada de la milonga (1945) en colaboración con Bernardino José Domínguez y Arturo Rodríguez Bustamante
- Cuando tú me quieras (1945) en colaboración con Agesilao Ferrazzano y Francisco Bohigas
- Después de aquello nada fue (1933)
- El chiche
- El doblete en colaboración con Bernardino José Domínguez
- El dulcero (1940)
- El trovero (1946) en colaboración con Benjamín Tagle Lara
- Este mundo que loco gira en colaboración con Enrique José Moyano
- Fiesta de amor en colaboración con Cleto Jorge García
- Hermano (1936) en colaboración con Enrique Dizeo
- Jean bolero (1954) en colaboración con José Vázquez Vigo y Eber Adrián Lobato
- La chocolatera (1936) en colaboración con Bernardino José Domínguez y Luis Coraggio
- La cinta verde (1954) en colaboración con José Vázquez Vigo y Eber Adrián Lobato
- La guardia vieja (1936) en colaboración con Ángel Negri y Manuel Romero
- No has perdido la vergüenza (1945) en colaboración con Celedonio Esteban Flores y Ángel Negri
- No me dejes (1936) en colaboración con Enrique Dizeo
- La regalona en colaboración con Bernardino José Domínguez
- La última ronda (1945) en colaboración con Francisco Lozano
- Madrid en colaboración con Bernardino José Domínguez
- Mama mía qué mujer (1939) en colaboración con Ángel Negri y Carlos Jorge Supparo
- Manolita en colaboración con Agesilao Ferrazzano
- Nuit de Noel en colaboración con Agesilao Francisco Ferrazzano y Miguel Lausín
- Por que negar (1946) en colaboración con Pedro Espuelas Díaz
- Prendete juerte mi china en colaboración con José María Vázquez y Salvador Gustavo Riese
- Que viva la autoridá en colaboración con Ramón Vázquez
- Solo tuya en colaboración con Cleto Jorge García
- Solterona (1941) en colaboración con Leopoldo Torres Ríos y Ángel Domingo D’Agostino
- Surcos del amanecer en colaboración con Ramón Vázquez
- Tic Tac en colaboración con Francisco Guillermo Di Benedetto
- Tiburón (1952) en colaboración con Enrique Dizeo y Luis D’Abraccio
- Tomate las aceitunas en colaboración con Oscar Salazar Martínez
- Tu nenita en colaboración con Cleto Jorge García
- Una noche juntos en colaboración con Cleto Jorge García
- Una tarde (1940) en colaboración con Agesilao Francisco Ferrazzano y Benjamín Torre Lara
- Uno y uno (1945) en colaboración con Lorenzo Luis Traverso
- Yo soy Teodoro en colaboración con Wilson Alberto de Caro